# Тяп-ляп, маляры
«Тяп, ляп — маляры» — советский пластилиновый мультфильм, первая «пластилиновая» работа режиссёра Гарри Бардина, созданная в 1984 году на киностудии «Союзмультфильм».

## Сюжет
Рассказывая о том, как пластилиновые герои Тяп и Ляп красят заводской забор, будки вахтёров и фабричную трубу. Мультфильм высмеивает разгильдяев и бракоделов.

## Создатели
- Автор сценария и кинорежиссёр — Гарри Бардин
- Художник-постановщик — Ирина Ленникова
- Скульптор — М. Митлянский
- Кинооператор — Сергей Хлебников
- Композитор — Нина Савичева
- Звукооператор — Владимир Кутузов
- Художники-мультипликаторы: Ирина Собинова-Кассиль, Наталья Тимофеева (Федосова), Елена Гагарина, Михаил Письман
- Куклы и декорации изготовили: Наталия Гринберг, Александр Горбачёв, Семён Этлис, Александр Максимов, Александр Беляев, А. Уткин, Виктор Гришин, Михаил Колтунов, С. Попов, Владимир Маслов
- Монтажёр — Надежда Трещёва
- Редактор — Татьяна Папорова
- Директор съёмочной группы — Бэла Ходова

## Награды
- 1985 — Диплом МКФ в Оденсе (Дания).